# Élections municipales de 2026 dans l'Isère
Pour un article plus général, voir Élections municipales françaises de 2026.
Les élections municipales dans l'Isère sont prévues en mars 2026. Cette page ne traite que les communes de 3 500 habitants et plus dans l'Isère.

## Résultats à l'échelle du département

### Maires sortants et maires élus
| Commune                        | Population (en 2022) | Maire sortant(e)              | Parti | Parti | Maire élu(e) | Parti | Parti |
| ------------------------------ | -------------------- | ----------------------------- | ----- | ----- | ------------ | ----- | ----- |
| Les Abrets en Dauphiné         | 6 713                | Benjamin Gastadello           |       | DVC   |              |       |       |
| Allevard                       | 3 962                | Christelle Megret             |       | SE    |              |       |       |
| Apprieu                        | 3 602                | Dominique Pallier             |       | PS    |              |       |       |
| Les Avenières Veyrins-Thuellin | 7 699                | Myriam Boiteux                |       | SE    |              |       |       |
| Beaurepaire                    | 5 007                | Yannick Paque                 |       | SE    |              |       |       |
| Bourgoin-Jallieu               | 29 816               | Vincent Chriqui               |       | LR    |              |       |       |
| Charvieu-Chavagneux            | 10 459               | Gérard Dézempte               |       | REC   |              |       |       |
| Chasse-sur-Rhône               | 6 484                | Christophe Bouvier            |       | PS    |              |       |       |
| Chavanoz                       | 5 090                | Roger Davrieux                |       | DVD   |              |       |       |
| Claix                          | 7 840                | Christophe Revil              |       | DVC   |              |       |       |
| Corenc                         | 4 177                | Jean-Damien Mermillod-Blondin |       | UDI   |              |       |       |
| La Côte-Saint-André            | 4 793                | Joël Gullon                   |       | DVD   |              |       |       |
| Coublevie                      | 5 409                | Adrienne Pervès               |       | SE    |              |       |       |
| Crémieu                        | 3 543                | Isabelle Flores               |       | DVG   |              |       |       |
| Crolles                        | 8 463                | Philippe Lorimier             |       | PS    |              |       |       |
| Domène                         | 6 777                | Chrystel Bayon                |       | SE    |              |       |       |
| Échirolles                     | 36 708               | Amandine Demore               |       | PCF   |              |       |       |
| Estrablin                      | 3 682                | Denis Peillot                 |       | SE    |              |       |       |
| Eybens                         | 10 095               | Nicolas Richard               |       | DVG   |              |       |       |
| Fontaine                       | 22 471               | Franck Longo                  |       | MoDem |              |       |       |
| Gières                         | 7 353                | Pierre Verri                  |       | PS    |              |       |       |
| Grenoble                       | 156 389              | Éric Piolle                   |       | LÉ    |              |       |       |
| Heyrieux                       | 4 824                | Daniel Angonin                |       | SE    |              |       |       |
| L'Isle-d'Abeau                 | 17 096               | Cyril Marion                  |       | DVC   |              |       |       |
| Jarrie                         | 3 925                | Raphaël Guerrero              |       | SE    |              |       |       |
| Meylan                         | 18 790               | Philippe Cardin               |       | DVG   |              |       |       |
| Moirans                        | 7 573                | Valérie Zulian                |       | DVG   |              |       |       |
| Montalieu-Vercieu              | 3 508                | Christian Giroud              |       | UDI   |              |       |       |
| Montbonnot-Saint-Martin        | 5 554                | Dominique Bonnet              |       | DVC   |              |       |       |
| Morestel                       | 4 416                | Frédéric Vial                 |       | DVD   |              |       |       |
| La Mure                        | 4 940                | Eric Bonnier                  |       | LR    |              |       |       |
| Le Péage-de-Roussillon         | 6 587                | André Mondange                |       | PCF   |              |       |       |
| Pontcharra                     | 7 373                | Cécile Robin                  |       | DVD   |              |       |       |
| Le Pont-de-Beauvoisin          | 3 582                | Michel Serrano                |       | DVD   |              |       |       |
| Pont-de-Chéruy                 | 6 107                | Franck Bron                   |       | DVD   |              |       |       |
| Le Pont-de-Claix               | 10 846               | Christophe Ferrari            |       | PP    |              |       |       |
| Pont-Évêque                    | 5 843                | Martine Faïta                 |       | UDI   |              |       |       |
| Rives                          | 6 599                | Julien Stevant                |       | DVD   |              |       |       |
| Roussillon                     | 8 584                | Robert Duranton               |       | LR    |              |       |       |
| Ruy-Montceau                   | 4 771                | Denis Giraud                  |       | SE    |              |       |       |
| Saint-Chef                     | 3 910                | Alexandre Drogoz              |       | HOR   |              |       |       |
| Saint-Clair-de-la-Tour         | 3 526                | Patrick Blandin               |       | DVG   |              |       |       |
| Saint-Clair-du-Rhône           | 3 678                | Sandrine Lecoutre             |       | SE    |              |       |       |
| Saint-Égrève                   | 17 930               | Laurent Amadieu               |       | LÉ    |              |       |       |
| Saint-Georges-d'Espéranche     | 3 500                | Brigitte Groix                |       | SE    |              |       |       |
| Saint-Ismier                   | 7 087                | Henri Baile                   |       | LR    |              |       |       |
| Saint-Jean-de-Bournay          | 4 762                | Franck Pourrat                |       | DVG   |              |       |       |
| Saint-Jean-de-Moirans          | 3 601                | Laurence Boutantin-Béthune    |       | DVG   |              |       |       |
| Saint-Laurent-du-Pont          | 4 502                | Céline Boursier               |       | DVC   |              |       |       |
| Saint-Marcellin                | 7 705                | Raphaël Mocellin              |       | DVD   |              |       |       |
| Saint-Martin-d'Hères           | 38 022               | David Queiros                 |       | PCF   |              |       |       |
| Saint-Martin-d'Uriage          | 5 512                | Gérald Giraud                 |       | ÉCO   |              |       |       |
| Saint-Martin-le-Vinoux         | 5 957                | Sylvain Laval                 |       | DVG   |              |       |       |
| Saint-Maurice-l'Exil           | 6 722                | Philippe Genty                |       | DVG   |              |       |       |
| Saint-Quentin-Fallavier        | 6 182                | Mathieu Gaget                 |       | DVG   |              |       |       |
| Saint-Savin                    | 4 297                | Fabien Durand                 |       | DVD   |              |       |       |
| Salaise-sur-Sanne              | 4 548                | Gilles Vial                   |       | PCF   |              |       |       |
| Sassenage                      | 11 579               | Michel Vendra                 |       | DVC   |              |       |       |
| Seyssinet-Pariset              | 11 784               | Guillaume Lissy               |       | PS    |              |       |       |
| Seyssins                       | 8 087                | Fabrice Hugelé                |       | RE    |              |       |       |
| Tignieu-Jameyzieu              | 7 944                | Jean-Louis Sbaffe             |       | DVG   |              |       |       |
| La Tour-du-Pin                 | 8 123                | Claire Durand                 |       | DVD   |              |       |       |
| La Tronche                     | 6 447                | Bertrand Spindler             |       | PS    |              |       |       |
| Tullins                        | 7 657                | Gérald Cantournet             |       | SE    |              |       |       |
| Varces-Allières-et-Risset      | 8 314                | Jean-Luc Corbet               |       | DVG   |              |       |       |
| Vaulnaveys-le-Haut             | 4 018                | Jean-Yves Porta               |       | UDI   |              |       |       |
| La Verpillière                 | 7 643                | Patrick Margier               |       | UDI   |              |       |       |
| Le Versoud                     | 4 940                | Christophe Suszylo            |       | DVD   |              |       |       |
| Vienne                         | 31 555               | Thierry Kovacs                |       | LR    |              |       |       |
| Vif                            | 8 557                | Guy Genêt                     |       | LR    |              |       |       |
| Villard-Bonnot                 | 7 445                | Patrick Beau                  |       | DVD   |              |       |       |
| Villard-de-Lans                | 4 365                | Arnaud Mathieu                |       | DVC   |              |       |       |
| Villefontaine                  | 19 018               | Patrick Nicole-Williams       |       | DVD   |              |       |       |
| Villette-d'Anthon              | 5 240                | Bruno Gindre                  |       | DVD   |              |       |       |
| Vinay                          | 4 449                | Philippe Rosaire              |       | DVC   |              |       |       |
| Vizille                        | 7 316                | Catherine Troton              |       | DVG   |              |       |       |
| Voiron                         | 21 604               | Julien Polat                  |       | LR    |              |       |       |
| Voreppe                        | 9 845                | Luc Rémond                    |       | LR    |              |       |       |

### Résultats en nombre de maires
| Partis               | Partis                               | Maires sortants | Maires élus | Évolution |
| -------------------- | ------------------------------------ | --------------- | ----------- | --------- |
|                      | Divers gauche                        | 13              |             |           |
|                      | Parti socialiste                     | 6               |             |           |
|                      | Parti communiste français            | 4               |             |           |
|                      | Les Écologistes                      | 2               |             |           |
|                      | Place publique                       | 1               |             |           |
| Total gauche         | Total gauche                         | 26              |             |           |
|                      | Divers droite                        | 14              |             |           |
|                      | Les Républicains                     | 8               |             |           |
| Total droite         | Total droite                         | 22              |             |           |
|                      | Divers centre                        | 8               |             |           |
|                      | Union des démocrates et indépendants | 5               |             |           |
|                      | Horizons                             | 1               |             |           |
|                      | Mouvement démocrate                  | 1               |             |           |
|                      | Renaissance                          | 1               |             |           |
| Total centre         | Total centre                         | 16              |             |           |
|                      | Reconquête                           | 1               |             |           |
| Total extrême droite | Total extrême droite                 | 1               |             |           |
|                      | Sans étiquette                       | 12              |             |           |
|                      | Divers écologistes                   | 1               |             |           |
| Total                | Total                                | 78              | 78          | -         |

## Résultats dans les communes de plus de 3 500 habitants

### Les Abrets en Dauphiné
- Maire sortant : Benjamin Gastadello (DVC)
- 33 sièges à pourvoir au conseil municipal (population légale 2022 : 6 713 habitants)
- 6 sièges à pourvoir au conseil communautaire (CC Les Vals du Dauphiné)

| Tête de liste | Tête de liste | Parti(s) | Nuance | Premier tour | Premier tour | Second tour | Second tour | Sièges | Sièges |
| Tête de liste | Tête de liste | Parti(s) | Nuance | Voix         | %            | Voix        | %           | CM     | CC     |
| ------------- | ------------- | -------- | ------ | ------------ | ------------ | ----------- | ----------- | ------ | ------ |

### Allevard
- Maire sortante : Christelle Megret (SE)
- 27 sièges à pourvoir au conseil municipal (population légale 2022 : 3 962 habitants)
- 3 sièges à pourvoir au conseil communautaire (CC Les Grésivaudan)

| Tête de liste | Tête de liste | Parti(s) | Nuance | Premier tour | Premier tour | Second tour | Second tour | Sièges | Sièges |
| Tête de liste | Tête de liste | Parti(s) | Nuance | Voix         | %            | Voix        | %           | CM     | CC     |
| ------------- | ------------- | -------- | ------ | ------------ | ------------ | ----------- | ----------- | ------ | ------ |

### Apprieu
- Maire sortant : Dominique Pallier (PS)
- 27 sièges à pourvoir au conseil municipal (population légale 2022 : 3 602 habitants)
- 6 sièges à pourvoir au conseil communautaire (CC de Bièvre Est)

| Tête de liste | Tête de liste | Parti(s) | Nuance | Premier tour | Premier tour | Second tour | Second tour | Sièges | Sièges |
| Tête de liste | Tête de liste | Parti(s) | Nuance | Voix         | %            | Voix        | %           | CM     | CC     |
| ------------- | ------------- | -------- | ------ | ------------ | ------------ | ----------- | ----------- | ------ | ------ |

### Les Avenières Veyrins-Thuellin
- Maire sortante : Myriam Boiteux (SE)
- 33 sièges à pourvoir au conseil municipal (population légale 2022 : 7 699 habitants)
- 7 sièges à pourvoir au conseil communautaire (CC Les Balcons du Dauphiné)

| Tête de liste | Tête de liste | Parti(s) | Nuance | Premier tour | Premier tour | Second tour | Second tour | Sièges | Sièges |
| Tête de liste | Tête de liste | Parti(s) | Nuance | Voix         | %            | Voix        | %           | CM     | CC     |
| ------------- | ------------- | -------- | ------ | ------------ | ------------ | ----------- | ----------- | ------ | ------ |

### Beaurepaire
- Maire sortant : Yannick Paque (SE)
- 29 sièges à pourvoir au conseil municipal (population légale 2022 : 5 007 habitants)
- 5 sièges à pourvoir au conseil communautaire (CC Entre Bièvre et Rhône)

| Tête de liste | Tête de liste | Parti(s) | Nuance | Premier tour | Premier tour | Second tour | Second tour | Sièges | Sièges |
| Tête de liste | Tête de liste | Parti(s) | Nuance | Voix         | %            | Voix        | %           | CM     | CC     |
| ------------- | ------------- | -------- | ------ | ------------ | ------------ | ----------- | ----------- | ------ | ------ |

### Bourgoin-Jallieu
- Maire sortant : Vincent Chriqui (LR)
- 35 sièges à pourvoir au conseil municipal (population légale 2022 : 29 816 habitants)
- 16 sièges à pourvoir au conseil communautaire (CA Porte de l'Isère)

| Tête de liste | Tête de liste | Parti(s) | Nuance | Premier tour | Premier tour | Second tour | Second tour | Sièges | Sièges |
| Tête de liste | Tête de liste | Parti(s) | Nuance | Voix         | %            | Voix        | %           | CM     | CC     |
| ------------- | ------------- | -------- | ------ | ------------ | ------------ | ----------- | ----------- | ------ | ------ |

### Charvieu-Chavagneux
- Maire sortant : Gérard Dézempte (REC)
- 33 sièges à pourvoir au conseil municipal (population légale 2022 : 10 459 habitants)
- 11 sièges à pourvoir au conseil communautaire (CC Lyon Saint-Exupéry en Dauphiné)

| Tête de liste | Tête de liste | Parti(s) | Nuance | Premier tour | Premier tour | Second tour | Second tour | Sièges | Sièges |
| Tête de liste | Tête de liste | Parti(s) | Nuance | Voix         | %            | Voix        | %           | CM     | CC     |
| ------------- | ------------- | -------- | ------ | ------------ | ------------ | ----------- | ----------- | ------ | ------ |

### Chasse-sur-Rhône
- Maire sortant : Christophe Bouvier (PS)
- 29 sièges à pourvoir au conseil municipal (population légale 2022 : 6 484 habitants)
- 3 sièges à pourvoir au conseil communautaire (Vienne Condrieu Agglomération)

| Tête de liste | Tête de liste | Parti(s) | Nuance | Premier tour | Premier tour | Second tour | Second tour | Sièges | Sièges |
| Tête de liste | Tête de liste | Parti(s) | Nuance | Voix         | %            | Voix        | %           | CM     | CC     |
| ------------- | ------------- | -------- | ------ | ------------ | ------------ | ----------- | ----------- | ------ | ------ |

### Chavanoz
- Maire sortant : Roger Davrieux (DVD)
- 29 sièges à pourvoir au conseil municipal (population légale 2022 : 5 090 habitants)
- 5 sièges à pourvoir au conseil communautaire (CC Lyon Saint-Exupéry en Dauphiné)

| Tête de liste | Tête de liste | Parti(s) | Nuance | Premier tour | Premier tour | Second tour | Second tour | Sièges | Sièges |
| Tête de liste | Tête de liste | Parti(s) | Nuance | Voix         | %            | Voix        | %           | CM     | CC     |
| ------------- | ------------- | -------- | ------ | ------------ | ------------ | ----------- | ----------- | ------ | ------ |

### Claix
- Maire sortant : Christophe Revil (DVC)
- 29 sièges à pourvoir au conseil municipal (population légale 2022 : 7 840 habitants)
- 2 sièges à pourvoir au conseil communautaire (Grenoble-Alpes Métropole)

| Tête de liste | Tête de liste | Parti(s) | Nuance | Premier tour | Premier tour | Second tour | Second tour | Sièges | Sièges |
| Tête de liste | Tête de liste | Parti(s) | Nuance | Voix         | %            | Voix        | %           | CM     | CC     |
| ------------- | ------------- | -------- | ------ | ------------ | ------------ | ----------- | ----------- | ------ | ------ |

### Corenc
- Maire sortant : Jean-Damien Mermillod-Blondin (UDI)
- 27 sièges à pourvoir au conseil municipal (population légale 2022 : 4 177 habitants)
- 1 siège à pourvoir au conseil communautaire (Grenoble-Alpes Métropole)

| Tête de liste | Tête de liste | Parti(s) | Nuance | Premier tour | Premier tour | Second tour | Second tour | Sièges | Sièges |
| Tête de liste | Tête de liste | Parti(s) | Nuance | Voix         | %            | Voix        | %           | CM     | CC     |
| ------------- | ------------- | -------- | ------ | ------------ | ------------ | ----------- | ----------- | ------ | ------ |

### La Côte-Saint-André
- Maire sortant : Joël Gullon (DVD)
- 27 sièges à pourvoir au conseil municipal (population légale 2022 : 4 793 habitants)
- 6 sièges à pourvoir au conseil communautaire (CC Bièvre Isère)

| Tête de liste | Tête de liste | Parti(s) | Nuance | Premier tour | Premier tour | Second tour | Second tour | Sièges | Sièges |
| Tête de liste | Tête de liste | Parti(s) | Nuance | Voix         | %            | Voix        | %           | CM     | CC     |
| ------------- | ------------- | -------- | ------ | ------------ | ------------ | ----------- | ----------- | ------ | ------ |

### Coublevie
- Maire sortante : Adrienne Pervès (SE)
- 29 sièges à pourvoir au conseil municipal (population légale 2022 : 5 409 habitants)
- 3 sièges à pourvoir au conseil communautaire (CA du Pays voironnais)

| Tête de liste | Tête de liste | Parti(s) | Nuance | Premier tour | Premier tour | Second tour | Second tour | Sièges | Sièges |
| Tête de liste | Tête de liste | Parti(s) | Nuance | Voix         | %            | Voix        | %           | CM     | CC     |
| ------------- | ------------- | -------- | ------ | ------------ | ------------ | ----------- | ----------- | ------ | ------ |

### Crémieu
- Maire sortante : Isabelle Flores (DVG)
- 27 sièges à pourvoir au conseil municipal (population légale 2022 : 3 543 habitants)
- 3 sièges à pourvoir au conseil communautaire (CC Les Balcons du Dauphiné)

| Tête de liste | Tête de liste | Parti(s) | Nuance | Premier tour | Premier tour | Second tour | Second tour | Sièges | Sièges |
| Tête de liste | Tête de liste | Parti(s) | Nuance | Voix         | %            | Voix        | %           | CM     | CC     |
| ------------- | ------------- | -------- | ------ | ------------ | ------------ | ----------- | ----------- | ------ | ------ |

### Crolles
- Maire sortant : Philippe Lorimier (PS)
- 29 sièges à pourvoir au conseil municipal (population légale 2022 : 8 463 habitants)
- 6 sièges à pourvoir au conseil communautaire (CC Le Grésivaudan)

| Tête de liste | Tête de liste | Parti(s) | Nuance | Premier tour | Premier tour | Second tour | Second tour | Sièges | Sièges |
| Tête de liste | Tête de liste | Parti(s) | Nuance | Voix         | %            | Voix        | %           | CM     | CC     |
| ------------- | ------------- | -------- | ------ | ------------ | ------------ | ----------- | ----------- | ------ | ------ |

### Domène
- Maire sortante : Chrystel Bayon (SE)
- 29 sièges à pourvoir au conseil municipal (population légale 2022 : 6 777 habitants)
- 2 sièges à pourvoir au conseil communautaire (Grenoble-Alpes Métropole)

| Tête de liste | Tête de liste | Parti(s) | Nuance | Premier tour | Premier tour | Second tour | Second tour | Sièges | Sièges |
| Tête de liste | Tête de liste | Parti(s) | Nuance | Voix         | %            | Voix        | %           | CM     | CC     |
| ------------- | ------------- | -------- | ------ | ------------ | ------------ | ----------- | ----------- | ------ | ------ |

### Échirolles
- Maire sortante : Amandine Demore (PCF)
- 39 sièges à pourvoir au conseil municipal (population légale 2022 : 36 708 habitants)
- 8 sièges à pourvoir au conseil communautaire (Grenoble-Alpes Métropole)

| Tête de liste | Tête de liste | Parti(s) | Nuance | Premier tour | Premier tour | Second tour | Second tour | Sièges | Sièges |
| Tête de liste | Tête de liste | Parti(s) | Nuance | Voix         | %            | Voix        | %           | CM     | CC     |
| ------------- | ------------- | -------- | ------ | ------------ | ------------ | ----------- | ----------- | ------ | ------ |

### Estrablin
- Maire sortant : Denis Peillot (SE)
- 27 sièges à pourvoir au conseil municipal (population légale 2022 : 3 682 habitants)
- 1 siège à pourvoir au conseil communautaire (Vienne Condrieu Agglomération)

| Tête de liste | Tête de liste | Parti(s) | Nuance | Premier tour | Premier tour | Second tour | Second tour | Sièges | Sièges |
| Tête de liste | Tête de liste | Parti(s) | Nuance | Voix         | %            | Voix        | %           | CM     | CC     |
| ------------- | ------------- | -------- | ------ | ------------ | ------------ | ----------- | ----------- | ------ | ------ |

### Eybens
- Maire sortant : Nicolas Richard (DVG)
- 33 sièges à pourvoir au conseil municipal (population légale 2022 : 10 095 habitants)
- 2 sièges à pourvoir au conseil communautaire (Grenoble-Alpes Métropole)

| Tête de liste | Tête de liste | Parti(s) | Nuance | Premier tour | Premier tour | Second tour | Second tour | Sièges | Sièges |
| Tête de liste | Tête de liste | Parti(s) | Nuance | Voix         | %            | Voix        | %           | CM     | CC     |
| ------------- | ------------- | -------- | ------ | ------------ | ------------ | ----------- | ----------- | ------ | ------ |

### Fontaine
- Maire sortant : Franck Longo (MoDem)
- 35 sièges à pourvoir au conseil municipal (population légale 2022 : 22 471 habitants)
- 5 sièges à pourvoir au conseil communautaire (Grenoble-Alpes Métropole)

| Tête de liste | Tête de liste | Parti(s) | Nuance | Premier tour | Premier tour | Second tour | Second tour | Sièges | Sièges |
| Tête de liste | Tête de liste | Parti(s) | Nuance | Voix         | %            | Voix        | %           | CM     | CC     |
| ------------- | ------------- | -------- | ------ | ------------ | ------------ | ----------- | ----------- | ------ | ------ |

### Gières
- Maire sortant : Pierre Verri (PS)
- 29 sièges à pourvoir au conseil municipal (population légale 2022 : 7 353 habitants)
- 2 sièges à pourvoir au conseil communautaire (Grenoble-Alpes Métropole)

| Tête de liste | Tête de liste | Parti(s) | Nuance | Premier tour | Premier tour | Second tour | Second tour | Sièges | Sièges |
| Tête de liste | Tête de liste | Parti(s) | Nuance | Voix         | %            | Voix        | %           | CM     | CC     |
| ------------- | ------------- | -------- | ------ | ------------ | ------------ | ----------- | ----------- | ------ | ------ |

### Grenoble
- Maire sortant : Éric Piolle (LÉ)
- 59 sièges à pourvoir au conseil municipal (population légale 2022 : 156 389 habitants)
- 36 sièges à pourvoir au conseil communautaire (Grenoble-Alpes Métropole)

| Tête de liste            | Tête de liste | Parti(s) | Nuance | Premier tour | Premier tour | Second tour | Second tour | Sièges | Sièges |
| Tête de liste            | Tête de liste | Parti(s) | Nuance | Voix         | %            | Voix        | %           | CM     | CC     |
| ------------------------ | ------------- | -------- | ------ | ------------ | ------------ | ----------- | ----------- | ------ | ------ |
|                          | Hervé Gerbi   | HOR      |        |              |              |             |             |        |        |
|                          |               |          |        |              |              |             |             |        |        |
| Exprimés                 |               |          |        |              |              |             |             |        |        |
| Votes blancs             |               |          |        |              |              |             |             |        |        |
| Votes nuls               |               |          |        |              |              |             |             |        |        |
| Total                    | Total         | Total    | Total  |              | 100          |             | 100         | 59     | 36     |
| Absentions               |               |          |        |              |              |             |             |        |        |
| Inscrits / participation |               |          |        |              |              |             |             |        |        |

### Heyrieux
- Maire sortant : Daniel Angonin (SE)
- 27 sièges à pourvoir au conseil municipal (population légale 2022 : 4 824 habitants)
- 7 sièges à pourvoir au conseil communautaire (Collines Isère Nord Communauté)

| Tête de liste | Tête de liste | Parti(s) | Nuance | Premier tour | Premier tour | Second tour | Second tour | Sièges | Sièges |
| Tête de liste | Tête de liste | Parti(s) | Nuance | Voix         | %            | Voix        | %           | CM     | CC     |
| ------------- | ------------- | -------- | ------ | ------------ | ------------ | ----------- | ----------- | ------ | ------ |

### L'Isle-d'Abeau
- Maire sortant : Cyril Marion (DVC)
- 33 sièges à pourvoir au conseil municipal (population légale 2022 : 17 096 habitants)
- 10 sièges à pourvoir au conseil communautaire (CA Porte de l'Isère)

| Tête de liste | Tête de liste | Parti(s) | Nuance | Premier tour | Premier tour | Second tour | Second tour | Sièges | Sièges |
| Tête de liste | Tête de liste | Parti(s) | Nuance | Voix         | %            | Voix        | %           | CM     | CC     |
| ------------- | ------------- | -------- | ------ | ------------ | ------------ | ----------- | ----------- | ------ | ------ |

### Jarrie
- Maire sortant : Raphaël Guerrero (SE)
- 27 sièges à pourvoir au conseil municipal (population légale 2022 : 3 925 habitants)
- 1 siège à pourvoir au conseil communautaire (Grenoble-Alpes Métropole)

| Tête de liste | Tête de liste | Parti(s) | Nuance | Premier tour | Premier tour | Second tour | Second tour | Sièges | Sièges |
| Tête de liste | Tête de liste | Parti(s) | Nuance | Voix         | %            | Voix        | %           | CM     | CC     |
| ------------- | ------------- | -------- | ------ | ------------ | ------------ | ----------- | ----------- | ------ | ------ |

### Meylan
- Maire sortant : Philippe Cardin (DVG)
- 33 sièges à pourvoir au conseil municipal (population légale 2022 : 18 790 habitants)
- 3 sièges à pourvoir au conseil communautaire (Grenoble-Alpes Métropole)

| Tête de liste | Tête de liste | Parti(s) | Nuance | Premier tour | Premier tour | Second tour | Second tour | Sièges | Sièges |
| Tête de liste | Tête de liste | Parti(s) | Nuance | Voix         | %            | Voix        | %           | CM     | CC     |
| ------------- | ------------- | -------- | ------ | ------------ | ------------ | ----------- | ----------- | ------ | ------ |

### Moirans
- Maire sortante : Valérie Zulian (DVG)
- 29 sièges à pourvoir au conseil municipal (population légale 2022 : 7 573 habitants)
- 5 sièges à pourvoir au conseil communautaire (CA du Pays voironnais)

| Tête de liste | Tête de liste | Parti(s) | Nuance | Premier tour | Premier tour | Second tour | Second tour | Sièges | Sièges |
| Tête de liste | Tête de liste | Parti(s) | Nuance | Voix         | %            | Voix        | %           | CM     | CC     |
| ------------- | ------------- | -------- | ------ | ------------ | ------------ | ----------- | ----------- | ------ | ------ |

### Montalieu-Vercieu
- Maire sortant : Christian Giroud (UDI)
- 27 sièges à pourvoir au conseil municipal (population légale 2022 : 3 508 habitants)
- 3 sièges à pourvoir au conseil communautaire (CC Les Balcons du Dauphiné)

| Tête de liste | Tête de liste | Parti(s) | Nuance | Premier tour | Premier tour | Second tour | Second tour | Sièges | Sièges |
| Tête de liste | Tête de liste | Parti(s) | Nuance | Voix         | %            | Voix        | %           | CM     | CC     |
| ------------- | ------------- | -------- | ------ | ------------ | ------------ | ----------- | ----------- | ------ | ------ |

### Montbonnot-Saint-Martin
- Maire sortant : Dominique Bonnet (DVC)
- 29 sièges à pourvoir au conseil municipal (population légale 2022 : 5 554 habitants)
- 3 sièges à pourvoir au conseil communautaire (CC Le Grésivaudan)

| Tête de liste | Tête de liste | Parti(s) | Nuance | Premier tour | Premier tour | Second tour | Second tour | Sièges | Sièges |
| Tête de liste | Tête de liste | Parti(s) | Nuance | Voix         | %            | Voix        | %           | CM     | CC     |
| ------------- | ------------- | -------- | ------ | ------------ | ------------ | ----------- | ----------- | ------ | ------ |

### Morestel
- Maire sortant : Frédéric Vial (DVD)
- 27 sièges à pourvoir au conseil municipal (population légale 2022 : 4 416 habitants)
- 4 sièges à pourvoir au conseil communautaire (CC Les Balcons du Dauphiné)

| Tête de liste | Tête de liste | Parti(s) | Nuance | Premier tour | Premier tour | Second tour | Second tour | Sièges | Sièges |
| Tête de liste | Tête de liste | Parti(s) | Nuance | Voix         | %            | Voix        | %           | CM     | CC     |
| ------------- | ------------- | -------- | ------ | ------------ | ------------ | ----------- | ----------- | ------ | ------ |

### La Mure
- Maire sortant : Eric Bonnier (LR)
- 27 sièges à pourvoir au conseil municipal (population légale 2022 : 4 940 habitants)
- 12 sièges à pourvoir au conseil communautaire (CC de la Matheysine)

| Tête de liste | Tête de liste | Parti(s) | Nuance | Premier tour | Premier tour | Second tour | Second tour | Sièges | Sièges |
| Tête de liste | Tête de liste | Parti(s) | Nuance | Voix         | %            | Voix        | %           | CM     | CC     |
| ------------- | ------------- | -------- | ------ | ------------ | ------------ | ----------- | ----------- | ------ | ------ |

### Le Péage-de-Roussillon
- Maire sortant : André Mondange (PCF)
- 29 sièges à pourvoir au conseil municipal (population légale 2022 : 6 587 habitants)
- 6 sièges à pourvoir au conseil communautaire (CC Entre Bièvre et Rhône)

| Tête de liste | Tête de liste | Parti(s) | Nuance | Premier tour | Premier tour | Second tour | Second tour | Sièges | Sièges |
| Tête de liste | Tête de liste | Parti(s) | Nuance | Voix         | %            | Voix        | %           | CM     | CC     |
| ------------- | ------------- | -------- | ------ | ------------ | ------------ | ----------- | ----------- | ------ | ------ |

### Pontcharra
- Maire sortante : Cécile Robin (DVD)
- 27 sièges à pourvoir au conseil municipal (population légale 2022 : 7 373 habitants)
- 5 sièges à pourvoir au conseil communautaire (CC Le Gésivaudain)

| Tête de liste | Tête de liste | Parti(s) | Nuance | Premier tour | Premier tour | Second tour | Second tour | Sièges | Sièges |
| Tête de liste | Tête de liste | Parti(s) | Nuance | Voix         | %            | Voix        | %           | CM     | CC     |
| ------------- | ------------- | -------- | ------ | ------------ | ------------ | ----------- | ----------- | ------ | ------ |

### Le Pont-de-Beauvoisin
- Maire sortant : Michel Serrano (DVD)
- 27 sièges à pourvoir au conseil municipal (population légale 2022 : 3 582 habitants)
- 3 sièges à pourvoir au conseil communautaire (CC Les Vals du Dauphiné)

| Tête de liste | Tête de liste | Parti(s) | Nuance | Premier tour | Premier tour | Second tour | Second tour | Sièges | Sièges |
| Tête de liste | Tête de liste | Parti(s) | Nuance | Voix         | %            | Voix        | %           | CM     | CC     |
| ------------- | ------------- | -------- | ------ | ------------ | ------------ | ----------- | ----------- | ------ | ------ |

### Pont-de-Chéruy
- Maire sortant : Franck Bron (DVD)
- 29 sièges à pourvoir au conseil municipal (population légale 2022 : 6 107 habitants)
- 6 sièges à pourvoir au conseil communautaire (CC Lyon Sain-Exupéry en Dauphiné)

| Tête de liste | Tête de liste | Parti(s) | Nuance | Premier tour | Premier tour | Second tour | Second tour | Sièges | Sièges |
| Tête de liste | Tête de liste | Parti(s) | Nuance | Voix         | %            | Voix        | %           | CM     | CC     |
| ------------- | ------------- | -------- | ------ | ------------ | ------------ | ----------- | ----------- | ------ | ------ |

### Le Pont-de-Claix
- Maire sortant : Christophe Ferrari (PP)
- 33 sièges à pourvoir au conseil municipal (population légale 2022 : 10 846 habitants)
- 2 sièges à pourvoir au conseil communautaire (Grenoble-Alpes Métropole)

| Tête de liste | Tête de liste | Parti(s) | Nuance | Premier tour | Premier tour | Second tour | Second tour | Sièges | Sièges |
| Tête de liste | Tête de liste | Parti(s) | Nuance | Voix         | %            | Voix        | %           | CM     | CC     |
| ------------- | ------------- | -------- | ------ | ------------ | ------------ | ----------- | ----------- | ------ | ------ |

### Pont-Évêque
- Maire sortante : Martine Faïta (UDI)
- 29 sièges à pourvoir au conseil municipal (population légale 2022 : 5 843 habitants)
- 3 sièges à pourvoir au conseil communautaire (Vienne Condrieu Agglomération)

| Tête de liste | Tête de liste | Parti(s) | Nuance | Premier tour | Premier tour | Second tour | Second tour | Sièges | Sièges |
| Tête de liste | Tête de liste | Parti(s) | Nuance | Voix         | %            | Voix        | %           | CM     | CC     |
| ------------- | ------------- | -------- | ------ | ------------ | ------------ | ----------- | ----------- | ------ | ------ |

### Rives
- Maire sortant : Julien Stevant (DVD)
- 29 sièges à pourvoir au conseil municipal (population légale 2022 : 6 599 habitants)
- 4 sièges à pourvoir au conseil communautaire (CA du Pays voironnais)

| Tête de liste | Tête de liste | Parti(s) | Nuance | Premier tour | Premier tour | Second tour | Second tour | Sièges | Sièges |
| Tête de liste | Tête de liste | Parti(s) | Nuance | Voix         | %            | Voix        | %           | CM     | CC     |
| ------------- | ------------- | -------- | ------ | ------------ | ------------ | ----------- | ----------- | ------ | ------ |

### Roussillon
- Maire sortant : Robert Duranton (LR)
- 29 sièges à pourvoir au conseil municipal (population légale 2022 : 8 584 habitants)
- 8 sièges à pourvoir au conseil communautaire (CC Entre Bièvre et Rhône)

| Tête de liste | Tête de liste | Parti(s) | Nuance | Premier tour | Premier tour | Second tour | Second tour | Sièges | Sièges |
| Tête de liste | Tête de liste | Parti(s) | Nuance | Voix         | %            | Voix        | %           | CM     | CC     |
| ------------- | ------------- | -------- | ------ | ------------ | ------------ | ----------- | ----------- | ------ | ------ |

### Ruy-Montceau
- Maire sortant : Denis Giraud (SE)
- 27 sièges à pourvoir au conseil municipal (population légale 2022 : 4 771 habitants)
- 3 sièges à pourvoir au conseil communautaire (CA Porte de l'Isère)

| Tête de liste | Tête de liste | Parti(s) | Nuance | Premier tour | Premier tour | Second tour | Second tour | Sièges | Sièges |
| Tête de liste | Tête de liste | Parti(s) | Nuance | Voix         | %            | Voix        | %           | CM     | CC     |
| ------------- | ------------- | -------- | ------ | ------------ | ------------ | ----------- | ----------- | ------ | ------ |

### Saint-Chef
- Maire sortant : Alexandre Drogoz (HOR)
- 27 sièges à pourvoir au conseil municipal (population légale 2022 : 3 910 habitants)
- 3 sièges à pourvoir au conseil communautaire (CC Les Balcons du Dauphiné)

| Tête de liste | Tête de liste | Parti(s) | Nuance | Premier tour | Premier tour | Second tour | Second tour | Sièges | Sièges |
| Tête de liste | Tête de liste | Parti(s) | Nuance | Voix         | %            | Voix        | %           | CM     | CC     |
| ------------- | ------------- | -------- | ------ | ------------ | ------------ | ----------- | ----------- | ------ | ------ |

### Saint-Clair-de-la-Tour
- Maire sortant : Patrick Blandin (DVG)
- 27 sièges à pourvoir au conseil municipal (population légale 2022 : 3 526 habitants)
- 3 sièges à pourvoir au conseil communautaire (CC Les Vals d Dauphiné)

| Tête de liste | Tête de liste | Parti(s) | Nuance | Premier tour | Premier tour | Second tour | Second tour | Sièges | Sièges |
| Tête de liste | Tête de liste | Parti(s) | Nuance | Voix         | %            | Voix        | %           | CM     | CC     |
| ------------- | ------------- | -------- | ------ | ------------ | ------------ | ----------- | ----------- | ------ | ------ |

### Saint-Clair-du-Rhône
- Maire sortante : Sandrine Lecoutre (SE)
- 27 sièges à pourvoir au conseil municipal (population légale 2022 : 3 678 habitants)
- 3 sièges à pourvoir au conseil communautaire (CC Entre Bièvre et Rhône)

| Tête de liste | Tête de liste | Parti(s) | Nuance | Premier tour | Premier tour | Second tour | Second tour | Sièges | Sièges |
| Tête de liste | Tête de liste | Parti(s) | Nuance | Voix         | %            | Voix        | %           | CM     | CC     |
| ------------- | ------------- | -------- | ------ | ------------ | ------------ | ----------- | ----------- | ------ | ------ |

### Saint-Égrève
- Maire sortant : Laurent Amadieu (LÉ)
- 33 sièges à pourvoir au conseil municipal (population légale 2022 : 17 930 habitants)
- 3 sièges à pourvoir au conseil communautaire (Grenoble-Alpes Métropole)

| Tête de liste | Tête de liste | Parti(s) | Nuance | Premier tour | Premier tour | Second tour | Second tour | Sièges | Sièges |
| Tête de liste | Tête de liste | Parti(s) | Nuance | Voix         | %            | Voix        | %           | CM     | CC     |
| ------------- | ------------- | -------- | ------ | ------------ | ------------ | ----------- | ----------- | ------ | ------ |

### Saint-Georges-d'Espéranche
- Maire sortante : Brigitte Groix (SE)
- 27 sièges à pourvoir au conseil municipal (population légale 2022 : 3 500 habitants)
- 5 sièges à pourvoir au conseil communautaire (Collines Isère Nord Communauté)

| Tête de liste | Tête de liste | Parti(s) | Nuance | Premier tour | Premier tour | Second tour | Second tour | Sièges | Sièges |
| Tête de liste | Tête de liste | Parti(s) | Nuance | Voix         | %            | Voix        | %           | CM     | CC     |
| ------------- | ------------- | -------- | ------ | ------------ | ------------ | ----------- | ----------- | ------ | ------ |

### Saint-Ismier
- Maire sortant : Henri Baile (LR)
- 29 sièges à pourvoir au conseil municipal (population légale 2022 : 7 087 habitants)
- 5 sièges à pourvoir au conseil communautaire (CC Le Grésivaudan)

| Tête de liste | Tête de liste | Parti(s) | Nuance | Premier tour | Premier tour | Second tour | Second tour | Sièges | Sièges |
| Tête de liste | Tête de liste | Parti(s) | Nuance | Voix         | %            | Voix        | %           | CM     | CC     |
| ------------- | ------------- | -------- | ------ | ------------ | ------------ | ----------- | ----------- | ------ | ------ |

### Saint-Jean-de-Bournay
- Maire sortant : Franck Pourrat (DVG)
- 27 sièges à pourvoir au conseil municipal (population légale 2022 : 4 762 habitants)
- 6 sièges à pourvoir au conseil communautaire (CC Bièvre Isère)

| Tête de liste | Tête de liste | Parti(s) | Nuance | Premier tour | Premier tour | Second tour | Second tour | Sièges | Sièges |
| Tête de liste | Tête de liste | Parti(s) | Nuance | Voix         | %            | Voix        | %           | CM     | CC     |
| ------------- | ------------- | -------- | ------ | ------------ | ------------ | ----------- | ----------- | ------ | ------ |

### Saint-Jean-de-Moirans
- Maire sortante : Laurence Boutantin-Béthune (DVG)
- 27 sièges à pourvoir au conseil municipal (population légale 2022 : 3 601 habitants)
- 2 sièges à pourvoir au conseil communautaire (CA du Pays voironnais)

| Tête de liste | Tête de liste | Parti(s) | Nuance | Premier tour | Premier tour | Second tour | Second tour | Sièges | Sièges |
| Tête de liste | Tête de liste | Parti(s) | Nuance | Voix         | %            | Voix        | %           | CM     | CC     |
| ------------- | ------------- | -------- | ------ | ------------ | ------------ | ----------- | ----------- | ------ | ------ |

### Saint-Laurent-du-Pont
- Maire sortante : Céline Boursier (DVC)
- 27 sièges à pourvoir au conseil municipal (population légale 2022 : 4 502 habitants)
- 5 sièges à pourvoir au conseil communautaire (CC Cœur de Chartreuse)

| Tête de liste | Tête de liste | Parti(s) | Nuance | Premier tour | Premier tour | Second tour | Second tour | Sièges | Sièges |
| Tête de liste | Tête de liste | Parti(s) | Nuance | Voix         | %            | Voix        | %           | CM     | CC     |
| ------------- | ------------- | -------- | ------ | ------------ | ------------ | ----------- | ----------- | ------ | ------ |

### Saint-Marcellin
- Maire sortant : Raphaël Mocellin (DVD)
- 29 sièges à pourvoir au conseil municipal (population légale 2022 : 7 705 habitants)
- 12 sièges à pourvoir au conseil communautaire (Saint-Marcellin Vercors Isère Communauté)

| Tête de liste | Tête de liste | Parti(s) | Nuance | Premier tour | Premier tour | Second tour | Second tour | Sièges | Sièges |
| Tête de liste | Tête de liste | Parti(s) | Nuance | Voix         | %            | Voix        | %           | CM     | CC     |
| ------------- | ------------- | -------- | ------ | ------------ | ------------ | ----------- | ----------- | ------ | ------ |

### Saint-Martin-d'Hères
- Maire sortant : David Queiros (PCF)
- 39 sièges à pourvoir au conseil municipal (population légale 2022 : 38 022 habitants)
- 8 sièges à pourvoir au conseil communautaire (Grenoble-Alpes Métropole)

| Tête de liste | Tête de liste | Parti(s) | Nuance | Premier tour | Premier tour | Second tour | Second tour | Sièges | Sièges |
| Tête de liste | Tête de liste | Parti(s) | Nuance | Voix         | %            | Voix        | %           | CM     | CC     |
| ------------- | ------------- | -------- | ------ | ------------ | ------------ | ----------- | ----------- | ------ | ------ |

### Saint-Martin-d'Uriage
- Maire sortant : Gérald Giraud (ÉCO)
- 29 sièges à pourvoir au conseil municipal (population légale 2022 : 5 512 habitants)
- 3 sièges à pourvoir au conseil communautaire (CC Le Grésivaudan)

| Tête de liste | Tête de liste | Parti(s) | Nuance | Premier tour | Premier tour | Second tour | Second tour | Sièges | Sièges |
| Tête de liste | Tête de liste | Parti(s) | Nuance | Voix         | %            | Voix        | %           | CM     | CC     |
| ------------- | ------------- | -------- | ------ | ------------ | ------------ | ----------- | ----------- | ------ | ------ |

### Saint-Martin-le-Vinoux
- Maire sortant : Sylvain Laval (DVG)
- 29 sièges à pourvoir au conseil municipal (population légale 2022 : 5 957 habitants)
- 2 sièges à pourvoir au conseil communautaire (Grenoble-Alpes Métropole)

| Tête de liste | Tête de liste | Parti(s) | Nuance | Premier tour | Premier tour | Second tour | Second tour | Sièges | Sièges |
| Tête de liste | Tête de liste | Parti(s) | Nuance | Voix         | %            | Voix        | %           | CM     | CC     |
| ------------- | ------------- | -------- | ------ | ------------ | ------------ | ----------- | ----------- | ------ | ------ |

### Saint-Maurice-l'Exil
- Maire sortant : Philippe Genty (DVG)
- 29 sièges à pourvoir au conseil municipal (population légale 2022 : 6 722 habitants)
- 6 sièges à pourvoir au conseil communautaire (CC Entre Bièvre et Rhône)

| Tête de liste | Tête de liste | Parti(s) | Nuance | Premier tour | Premier tour | Second tour | Second tour | Sièges | Sièges |
| Tête de liste | Tête de liste | Parti(s) | Nuance | Voix         | %            | Voix        | %           | CM     | CC     |
| ------------- | ------------- | -------- | ------ | ------------ | ------------ | ----------- | ----------- | ------ | ------ |

### Saint-Quentin-Fallavier
- Maire sortant : Mathieu Gaget (DVG)
- 29 sièges à pourvoir au conseil municipal (population légale 2022 : 6 182 habitants)
- 4 sièges à pourvoir au conseil communautaire (CA Porte de l'Isère)

| Tête de liste | Tête de liste | Parti(s) | Nuance | Premier tour | Premier tour | Second tour | Second tour | Sièges | Sièges |
| Tête de liste | Tête de liste | Parti(s) | Nuance | Voix         | %            | Voix        | %           | CM     | CC     |
| ------------- | ------------- | -------- | ------ | ------------ | ------------ | ----------- | ----------- | ------ | ------ |

### Saint-Savin
- Maire sortant : Fabien Durand (DVD)
- 27 sièges à pourvoir au conseil municipal (population légale 2022 : 4 297 habitants)
- 3 sièges à pourvoir au conseil communautaire (CA Porte de l'Isère)

| Tête de liste | Tête de liste | Parti(s) | Nuance | Premier tour | Premier tour | Second tour | Second tour | Sièges | Sièges |
| Tête de liste | Tête de liste | Parti(s) | Nuance | Voix         | %            | Voix        | %           | CM     | CC     |
| ------------- | ------------- | -------- | ------ | ------------ | ------------ | ----------- | ----------- | ------ | ------ |

### Salaise-sur-Sanne
- Maire sortant : Gilles Vial (PCF)
- 27 sièges à pourvoir au conseil municipal (population légale 2022 : 4 548 habitants)
- 4 sièges à pourvoir au conseil communautaire (CC Entre Bièvre et Rhône)

| Tête de liste | Tête de liste | Parti(s) | Nuance | Premier tour | Premier tour | Second tour | Second tour | Sièges | Sièges |
| Tête de liste | Tête de liste | Parti(s) | Nuance | Voix         | %            | Voix        | %           | CM     | CC     |
| ------------- | ------------- | -------- | ------ | ------------ | ------------ | ----------- | ----------- | ------ | ------ |

### Sassenage
- Maire sortant : Michel Vendra (DVC)
- 33 sièges à pourvoir au conseil municipal (population légale 2022 : 11 579 habitants)
- 2 sièges à pourvoir au conseil communautaire (Grenoble-Alpes Métropole)

| Tête de liste | Tête de liste | Parti(s) | Nuance | Premier tour | Premier tour | Second tour | Second tour | Sièges | Sièges |
| Tête de liste | Tête de liste | Parti(s) | Nuance | Voix         | %            | Voix        | %           | CM     | CC     |
| ------------- | ------------- | -------- | ------ | ------------ | ------------ | ----------- | ----------- | ------ | ------ |

### Seyssinet-Pariset
- Maire sortant : Guillaume Lissy (PS)
- 33 sièges à pourvoir au conseil municipal (population légale 2022 : 11 784 habitants)
- 2 sièges à pourvoir au conseil communautaire (Grenoble-Alpes Métropole)

| Tête de liste | Tête de liste | Parti(s) | Nuance | Premier tour | Premier tour | Second tour | Second tour | Sièges | Sièges |
| Tête de liste | Tête de liste | Parti(s) | Nuance | Voix         | %            | Voix        | %           | CM     | CC     |
| ------------- | ------------- | -------- | ------ | ------------ | ------------ | ----------- | ----------- | ------ | ------ |

### Seyssins
- Maire sortant : Fabrice Hugelé (RE)
- 29 sièges à pourvoir au conseil municipal (population légale 2022 : 8 087 habitants)
- 2 sièges à pourvoir au conseil communautaire (Grenoble-Alpes Métropole)

| Tête de liste | Tête de liste | Parti(s) | Nuance | Premier tour | Premier tour | Second tour | Second tour | Sièges | Sièges |
| Tête de liste | Tête de liste | Parti(s) | Nuance | Voix         | %            | Voix        | %           | CM     | CC     |
| ------------- | ------------- | -------- | ------ | ------------ | ------------ | ----------- | ----------- | ------ | ------ |

### Tignieu-Jameyzieu
- Maire sortant : Jean-Louis Sbaffe (DVG)
- 29 sièges à pourvoir au conseil municipal (population légale 2022 : 7 944 habitants)
- 6 sièges à pourvoir au conseil communautaire (CC Les Balcons du Dauphiné)

| Tête de liste | Tête de liste | Parti(s) | Nuance | Premier tour | Premier tour | Second tour | Second tour | Sièges | Sièges |
| Tête de liste | Tête de liste | Parti(s) | Nuance | Voix         | %            | Voix        | %           | CM     | CC     |
| ------------- | ------------- | -------- | ------ | ------------ | ------------ | ----------- | ----------- | ------ | ------ |

### La Tour-du-Pin
- Maire sortante : Claire Durand (DVD)
- 29 sièges à pourvoir au conseil municipal (population légale 2022 : 8 123 habitants)
- 8 sièges à pourvoir au conseil communautaire (CC Les Vals du Dauphiné)

| Tête de liste | Tête de liste | Parti(s) | Nuance | Premier tour | Premier tour | Second tour | Second tour | Sièges | Sièges |
| Tête de liste | Tête de liste | Parti(s) | Nuance | Voix         | %            | Voix        | %           | CM     | CC     |
| ------------- | ------------- | -------- | ------ | ------------ | ------------ | ----------- | ----------- | ------ | ------ |

### La Tronche
- Maire sortant : Bertrand Spindler (PS)
- 29 sièges à pourvoir au conseil municipal (population légale 2022 : 6 447 habitants)
- 2 sièges à pourvoir au conseil communautaire (Grenoble-Alpes Métropole)

| Tête de liste | Tête de liste | Parti(s) | Nuance | Premier tour | Premier tour | Second tour | Second tour | Sièges | Sièges |
| Tête de liste | Tête de liste | Parti(s) | Nuance | Voix         | %            | Voix        | %           | CM     | CC     |
| ------------- | ------------- | -------- | ------ | ------------ | ------------ | ----------- | ----------- | ------ | ------ |

### Tullins
- Maire sortant : Gérald Cantournet (SE)
- 29 sièges à pourvoir au conseil municipal (population légale 2022 : 7 657 habitants)
- 4 sièges à pourvoir au conseil communautaire (CA du Pays voironnais)

| Tête de liste | Tête de liste | Parti(s) | Nuance | Premier tour | Premier tour | Second tour | Second tour | Sièges | Sièges |
| Tête de liste | Tête de liste | Parti(s) | Nuance | Voix         | %            | Voix        | %           | CM     | CC     |
| ------------- | ------------- | -------- | ------ | ------------ | ------------ | ----------- | ----------- | ------ | ------ |

### Varces-Allières-et-Risset
- Maire sortant : Jean-Luc Corbet (DVG)
- 29 sièges à pourvoir au conseil municipal (population légale 2022 : 8 314 habitants)
- 2 sièges à pourvoir au conseil communautaire (Grenoble-Alpes Métropole)

| Tête de liste | Tête de liste | Parti(s) | Nuance | Premier tour | Premier tour | Second tour | Second tour | Sièges | Sièges |
| Tête de liste | Tête de liste | Parti(s) | Nuance | Voix         | %            | Voix        | %           | CM     | CC     |
| ------------- | ------------- | -------- | ------ | ------------ | ------------ | ----------- | ----------- | ------ | ------ |

### Vaulnaveys-le-Haut
- Maire sortant : Jean-Yves Porta (UDI)
- 27 sièges à pourvoir au conseil municipal (population légale 2022 : 4 018 habitants)
- 1 siège à pourvoir au conseil communautaire (Grenoble-Alpes Métropole)

| Tête de liste | Tête de liste | Parti(s) | Nuance | Premier tour | Premier tour | Second tour | Second tour | Sièges | Sièges |
| Tête de liste | Tête de liste | Parti(s) | Nuance | Voix         | %            | Voix        | %           | CM     | CC     |
| ------------- | ------------- | -------- | ------ | ------------ | ------------ | ----------- | ----------- | ------ | ------ |

### La Verpillière
- Maire sortant : Patrick Margier (UDI)
- 29 sièges à pourvoir au conseil municipal (population légale 2022 : 7 643 habitants)
- 4 sièges à pourvoir au conseil communautaire (CA Porte de l'Isère)

| Tête de liste | Tête de liste | Parti(s) | Nuance | Premier tour | Premier tour | Second tour | Second tour | Sièges | Sièges |
| Tête de liste | Tête de liste | Parti(s) | Nuance | Voix         | %            | Voix        | %           | CM     | CC     |
| ------------- | ------------- | -------- | ------ | ------------ | ------------ | ----------- | ----------- | ------ | ------ |

### Le Versoud
- Maire sortant : Christophe Suszylo (DVD)
- 29 sièges à pourvoir au conseil municipal (population légale 2022 : 4 940 habitants)
- 3 sièges à pourvoir au conseil communautaire (CC Le Grésivaudan)

| Tête de liste | Tête de liste | Parti(s) | Nuance | Premier tour | Premier tour | Second tour | Second tour | Sièges | Sièges |
| Tête de liste | Tête de liste | Parti(s) | Nuance | Voix         | %            | Voix        | %           | CM     | CC     |
| ------------- | ------------- | -------- | ------ | ------------ | ------------ | ----------- | ----------- | ------ | ------ |

### Vienne
- Maire sortant : Thierry Kovacs (LR)
- 39 sièges à pourvoir au conseil municipal (population légale 2022 : 31 555 habitants)
- 17 sièges à pourvoir au conseil communautaire (Vienne Condrieu Agglomération)

| Tête de liste | Tête de liste | Parti(s) | Nuance | Premier tour | Premier tour | Second tour | Second tour | Sièges | Sièges |
| Tête de liste | Tête de liste | Parti(s) | Nuance | Voix         | %            | Voix        | %           | CM     | CC     |
| ------------- | ------------- | -------- | ------ | ------------ | ------------ | ----------- | ----------- | ------ | ------ |

### Vif
- Maire sortant : Guy Genêt (LR)
- 29 sièges à pourvoir au conseil municipal (population légale 2022 : 8 557 habitants)
- 2 sièges à pourvoir au conseil communautaire (Grenoble-Alpes Métropole)

| Tête de liste | Tête de liste | Parti(s) | Nuance | Premier tour | Premier tour | Second tour | Second tour | Sièges | Sièges |
| Tête de liste | Tête de liste | Parti(s) | Nuance | Voix         | %            | Voix        | %           | CM     | CC     |
| ------------- | ------------- | -------- | ------ | ------------ | ------------ | ----------- | ----------- | ------ | ------ |

### Villard-Bonnot
- Maire sortant : Patrick Beau (DVD)
- 29 sièges à pourvoir au conseil municipal (population légale 2022 : 7 445 habitants)
- 5 sièges à pourvoir au conseil communautaire (CC Le Grésivaudan)

| Tête de liste | Tête de liste | Parti(s) | Nuance | Premier tour | Premier tour | Second tour | Second tour | Sièges | Sièges |
| Tête de liste | Tête de liste | Parti(s) | Nuance | Voix         | %            | Voix        | %           | CM     | CC     |
| ------------- | ------------- | -------- | ------ | ------------ | ------------ | ----------- | ----------- | ------ | ------ |

### Villard-de-Lans
- Maire sortant : Arnaud Mathieu (DVC)
- 27 sièges à pourvoir au conseil municipal (population légale 2022 : 4 365 habitants)
- 10 sièges à pourvoir au conseil communautaire (CC du Massif du Vercors)

| Tête de liste | Tête de liste | Parti(s) | Nuance | Premier tour | Premier tour | Second tour | Second tour | Sièges | Sièges |
| Tête de liste | Tête de liste | Parti(s) | Nuance | Voix         | %            | Voix        | %           | CM     | CC     |
| ------------- | ------------- | -------- | ------ | ------------ | ------------ | ----------- | ----------- | ------ | ------ |

### Villefontaine
- Maire sortant : Patrick Nicole-Williams (DVD)
- 33 sièges à pourvoir au conseil municipal (population légale 2022 : 19 018 habitants)
- 11 sièges à pourvoir au conseil communautaire (CA Porte de l'Isère)

| Tête de liste | Tête de liste | Parti(s) | Nuance | Premier tour | Premier tour | Second tour | Second tour | Sièges | Sièges |
| Tête de liste | Tête de liste | Parti(s) | Nuance | Voix         | %            | Voix        | %           | CM     | CC     |
| ------------- | ------------- | -------- | ------ | ------------ | ------------ | ----------- | ----------- | ------ | ------ |

### Villette-d'Anthon
- Maire sortant : Bruno Gindre (DVD)
- 29 sièges à pourvoir au conseil municipal (population légale 2022 : 5 240 habitants)
- 5 sièges à pourvoir au conseil communautaire (CC Lyon Saint-Exupéry en Dauphiné)

| Tête de liste | Tête de liste | Parti(s) | Nuance | Premier tour | Premier tour | Second tour | Second tour | Sièges | Sièges |
| Tête de liste | Tête de liste | Parti(s) | Nuance | Voix         | %            | Voix        | %           | CM     | CC     |
| ------------- | ------------- | -------- | ------ | ------------ | ------------ | ----------- | ----------- | ------ | ------ |

### Vinay
- Maire sortant : Philippe Rosaire (DVC)
- 27 sièges à pourvoir au conseil municipal (population légale 2022 : 4 449 habitants)
- 6 sièges à pourvoir au conseil communautaire (Saint-Marcellin Vercors Isère Communauté)

| Tête de liste | Tête de liste | Parti(s) | Nuance | Premier tour | Premier tour | Second tour | Second tour | Sièges | Sièges |
| Tête de liste | Tête de liste | Parti(s) | Nuance | Voix         | %            | Voix        | %           | CM     | CC     |
| ------------- | ------------- | -------- | ------ | ------------ | ------------ | ----------- | ----------- | ------ | ------ |

### Vizille
- Maire sortante : Catherine Troton (DVG)
- 29 sièges à pourvoir au conseil municipal (population légale 2022 : 7 316 habitants)
- 2 sièges à pourvoir au conseil communautaire (Grenoble-Alpes Métropole)

| Tête de liste | Tête de liste | Parti(s) | Nuance | Premier tour | Premier tour | Second tour | Second tour | Sièges | Sièges |
| Tête de liste | Tête de liste | Parti(s) | Nuance | Voix         | %            | Voix        | %           | CM     | CC     |
| ------------- | ------------- | -------- | ------ | ------------ | ------------ | ----------- | ----------- | ------ | ------ |

### Voiron
- Maire sortant : Julien Polat (LR)
- 35 sièges à pourvoir au conseil municipal (population légale 2022 : 21 604 habitants)
- 13 sièges à pourvoir au conseil communautaire (CA du Pays voironnais)

| Tête de liste | Tête de liste | Parti(s) | Nuance | Premier tour | Premier tour | Second tour | Second tour | Sièges | Sièges |
| Tête de liste | Tête de liste | Parti(s) | Nuance | Voix         | %            | Voix        | %           | CM     | CC     |
| ------------- | ------------- | -------- | ------ | ------------ | ------------ | ----------- | ----------- | ------ | ------ |

### Voreppe
- Maire sortant : Luc Rémond (LR)
- 29 sièges à pourvoir au conseil municipal (population légale 2022 : 9 845 habitants)
- 6 sièges à pourvoir au conseil communautaire (CA du Pays voironnais)

| Tête de liste | Tête de liste | Parti(s) | Nuance | Premier tour | Premier tour | Second tour | Second tour | Sièges | Sièges |
| Tête de liste | Tête de liste | Parti(s) | Nuance | Voix         | %            | Voix        | %           | CM     | CC     |
| ------------- | ------------- | -------- | ------ | ------------ | ------------ | ----------- | ----------- | ------ | ------ |